# ОШ „Душан Радоњић” Бања
ОШ „Душан Радоњић” Бања, насељеном месту на територији општине Аранђеловац, као матична осморазредна школа покрива и четвороразредне школе у засеоку Мариновац и у селу Брезовац.
Један број деце из суседног села Липовац такође похађа школу у Бањи.